# دنیل مارین
دنیل مارین (انگلیسی: Daniel Marín؛ زادهٔ ۱ اوت ۱۹۷۴) بازیکن فوتبال اهل اسپانیا است.
از باشگاه‌هایی که در آن بازی کرده‌است می‌توان به باشگاه ورزشی رئال مایورکا، باشگاه خیمناستیک تاراگونا، باشگاه فوتبال الچه، باشگاه فوتبال ختافه، و باشگاه فوتبال اتلتیکو مادرید بی اشاره کرد.